# Tschynggys menen Bübüssaira
Tschynggys menen Bübüssaira (kirgisisch Чыңгыз менен Бүбүсайра) ist ein kirgisischer Spielfilm, der unter der Regie von Dschanysch Kulmambetow (kirgisisch Жаныш Кулмамбетов) im Jahr 2009 nach dem gleichnamigen Theaterstück aus dem Jahr 1999 gedreht wurde. Der Film mit Machabat Baigabylowa und Asamat Kalman in den Hauptrollen erzählt die Liebesgeschichte der Ballerina Bübüsara Beischenalijewa und des Schriftstellers Tschingis Aitmatow.